# Navy Expeditionary Combat Command

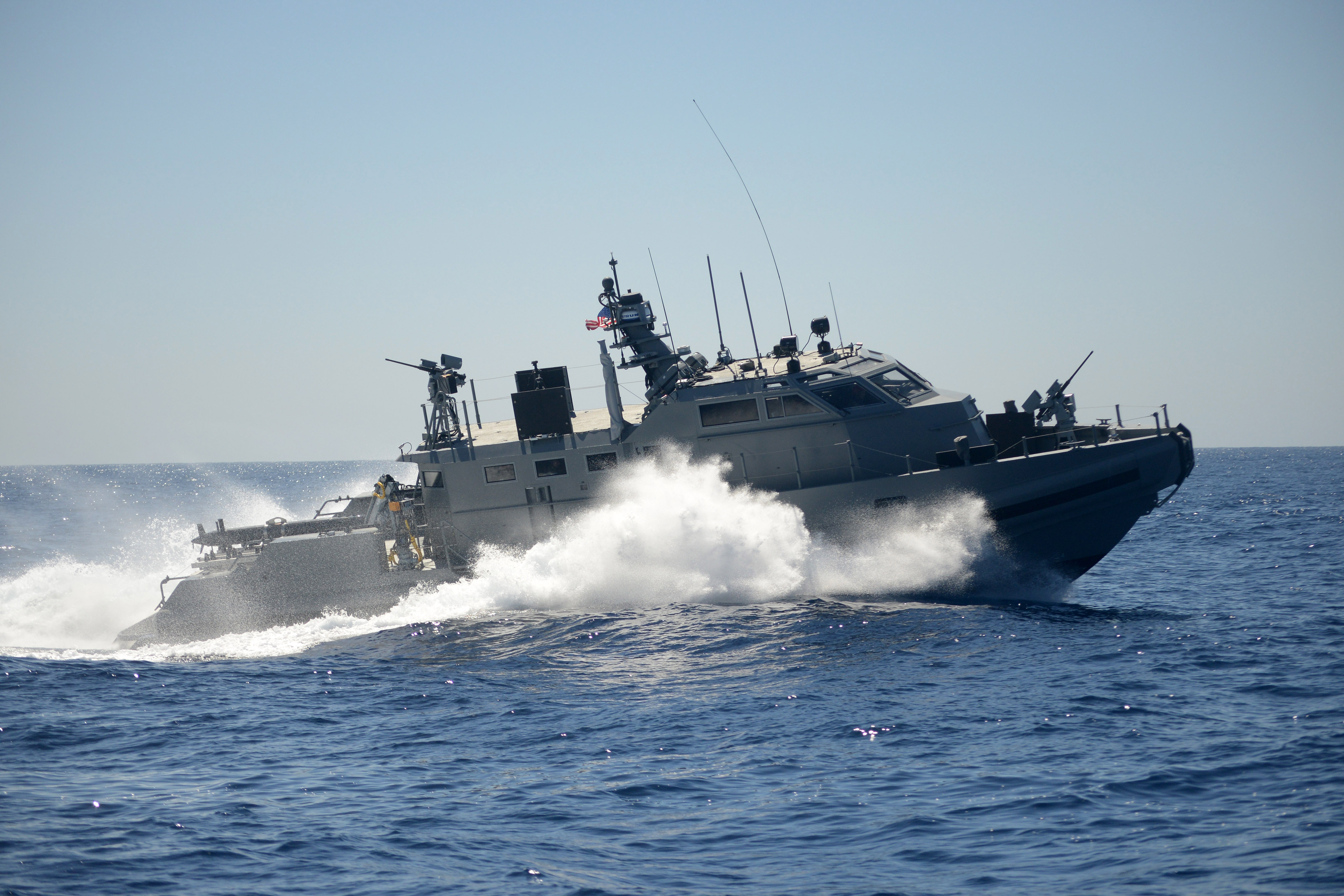
CCPB Mark VI del Coastal Riverine Group 1

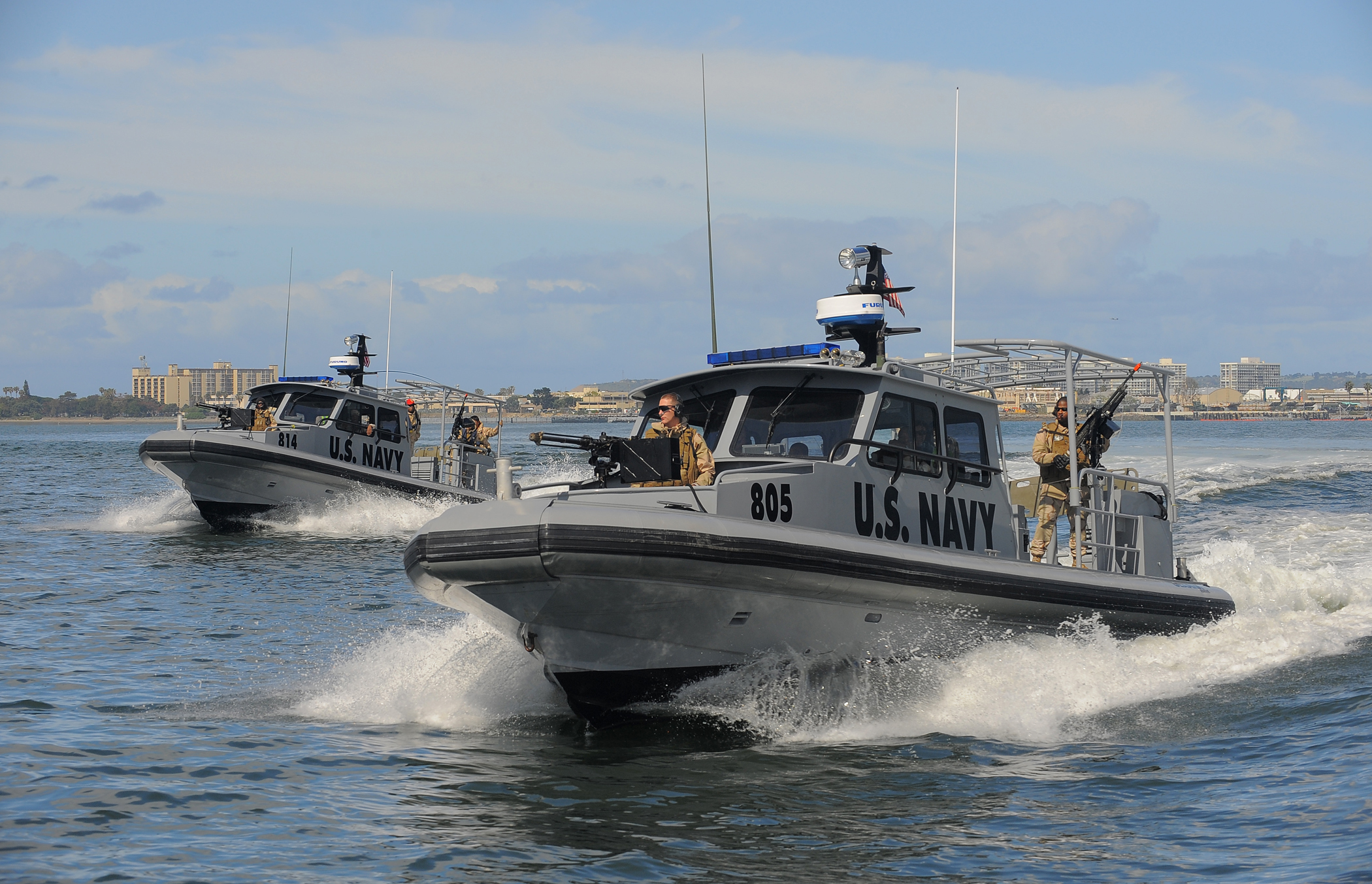
Sea Ark Patrol Boats

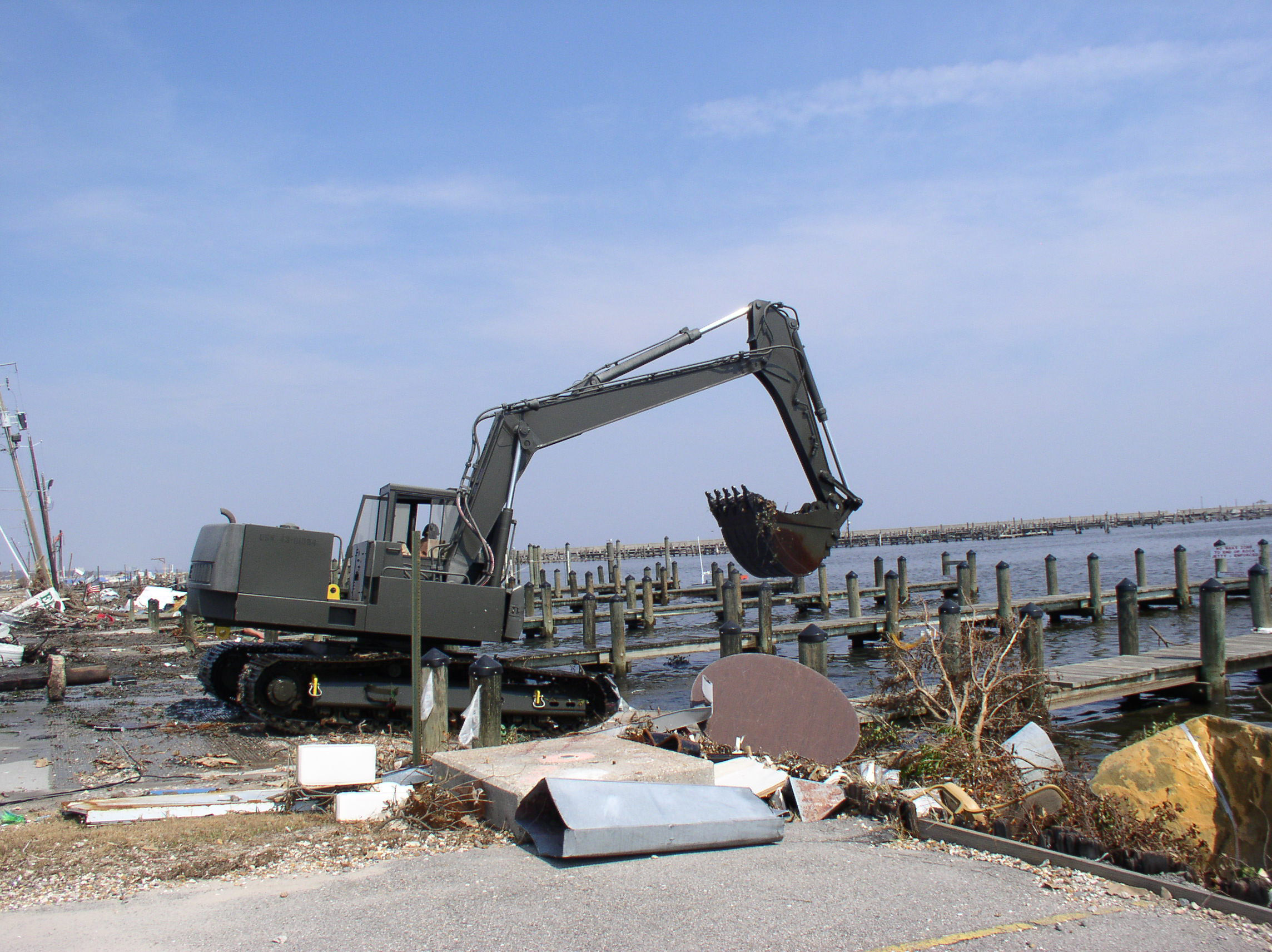
Unità del NCF in azione dopo il passaggio dell'Uragano Katrina

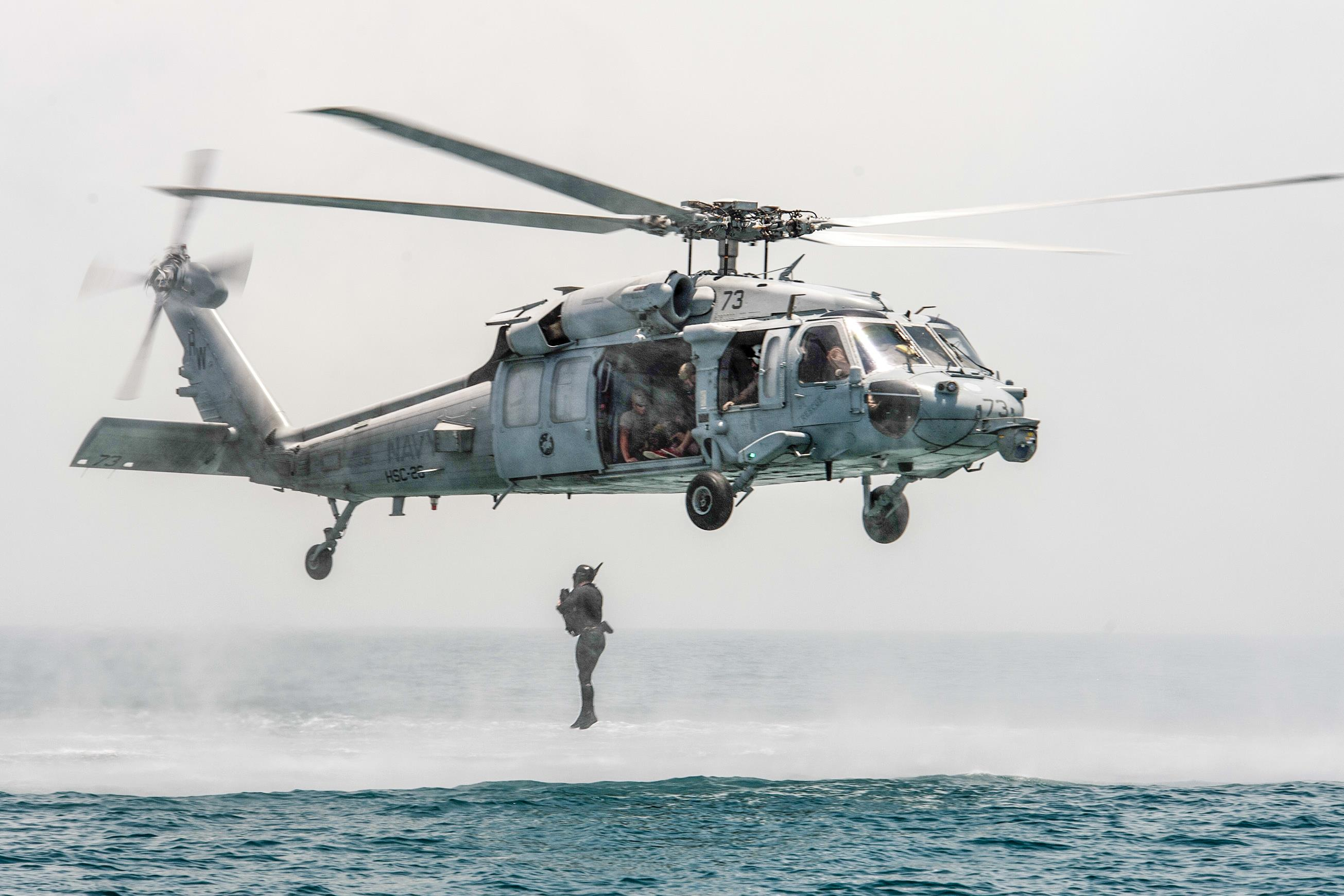
Artificiere della Marina in azione nel Golfo Persico

Il Comando combattente di spedizione della Marina degli Stati Uniti (NECC) è un comando dell'U.S. Navy, responsabile delle sue attività di supporto. Il quartier generale è situato presso Virginia Beach, Virginia.

## Missione
Il comando gestisce diverse attività di supporto, come la sicurezza portuale, il genio, gli artificieri, la logistica e le attività di informazioni a tutte le forze di spedizione dell' U.S. Navy.

## Organizzazione

### Commander Task Force
- CTF-56
- CTF-68
- CTF-75 - Command Navy Expeditionary Force Command Pacific, 7th Fleet

### Coastal Riverine Force - CRF
Provvede a condurre operazioni di sicurezza durante tutte le fasi delle attività militari marittime, operando a terra, in mare e nelle acque delle insenature, fiumi, baie e lungo i litorali.
- Coastal Riverine Group 1 (COMRIVGRU ONE) - Base San Diego, California
  - Coastal Riverine Squadron 1 (CORIVRON 1), (Naval Reserve) - Equipaggiato con Sea Ark Patrol Boats
  - Coastal Riverine Squadron 3 (CORIVRON 3) - Equipaggiato con 4 CCPB Mark VI, 2 CB-90 e Sea Ark Patrol Boats
  - Coastal Riverine Squadron 11 (CORIVRON 11), (Naval Reserve) - Equipaggiato con Sea Ark Patrol Boats
  - Coastal Riverine Group Detachment 1 (CRG Det.1) - Base Guam
- Coastal Riverine Group 2 (COMRIVGRU TWO) - Base Virginia Beach, Virginia
  - Coastal Riverine Squadron 2 (CORIVRON 2) - Equipaggiato con 4 CCPB Mark VI, 2 CB-90 e Sea Ark Patrol Boats
  - Coastal Riverine Squadron 4 (CORIVRON 4) - Equipaggiato con 4 CCPB Mark VI, 2 CB-90 e Sea Ark Patrol Boats
  - Coastal Riverine Squadron 8 (CORIVRON 8), (Naval Reserve) - Equipaggiato con Sea Ark Patrol Boats
  - Coastal Riverine Squadron 10 (CORIVRON 10), (Naval Reserve) - Equipaggiato con Sea Ark Patrol Boats
  - Coastal Riverine Group Detachment 2 (CRG Det.2) - Base Bahrain

### Explosive Ordnance Disposal - EOD
Conduce operazioni contro ordigni esplosivi improvvisati, rende sicuri dai rischi di esplosioni e disattiva dispositivi subacquei come le mine. Inoltre gestisce le minacce chimiche, biologiche e radiologiche e sono l'unica unità di artificieri delle forze armate statunitensi in grado di essere paracadutati per raggiungere bersagli lontani o immergersi per disattivare armamenti.
- Explosive Ordnance Disposal Group One (EODGRU 1) - Base San Diego, California
  - Explosive Ordnance Disposal Mobile Unit One (EODMU 1)
  - Explosive Ordnance Disposal Mobile Unit Three (EODMU 3)
  - Explosive Ordnance Disposal Mobile Unit Five (EODMU 5) - Base Guam
  - Explosive Ordnance Disposal Mobile Unit Eleven (EODMU 11)
  - Explosive Ordnance Disposal Expeditionary Support Unit One (EODESU 1)
  - Explosive Ordnance Disposal Training Expeditionary Unit One (EODTEU 1)
  - Mobile Diving and Salvage Unit One (MDSU 1) - Pearl Harbor, Hawaii
- Explosive Ordnance Disposal Group Two (EODGRU 2) - Base Virginia Beach, Virginia
  - Explosive Ordnance Disposal Mobile Unit Two (EODMU 2)
  - Explosive Ordnance Disposal Mobile Unit Six (EODMU 6)
  - Explosive Ordnance Disposal Mobile Unit Eight (EODMU 8) - Rota, Spagna
  - Explosive Ordnance Disposal Mobile Unit Twelve (EODMU 12)
  - Explosive Ordnance Disposal Expeditionary Support Unit Two (EODESU 2)
  - Explosive Ordnance Disposal Training Expeditionary Unit Two (EODTEU 2)
  - Mobile Diving and Salvage Unit Two (MOBDIVSALU 2)

### Naval Construction Force - Seabees - NCF
Provvede alla costruzione di una varietà di infrastrutture ad uso militare come strade, ponti, bunker, piste d'atterraggio e basi logistiche. Inoltre provvede al supporto logistico militare negli interventi durante le calamità naturali, inclusa l'assistenza alle agenzie civili.
- Naval Construction Group one (NCG-1) - Base Port Hueneme, California
  - 30th Naval Construction Regiment
  - 1st Naval Construction Regiment 
    - Naval Mobility Construction Battalion 18 (Naval Reserve)
    - Naval Mobility Construction Battalion 22 (Naval Reserve)
    - Naval Mobility Construction Battalion 25 (Naval Reserve)

  - Construction Battalion Maintenance Unit 303
  - Naval Mobility Construction Battalion 3
  - Naval Mobility Construction Battalion 4
  - Naval Mobility Construction Battalion 5
  - Underwater Construction Team 2
- Naval Construction Group two (NCG-2) - Base Gulfport, Mississippi
  - 22nd Naval Construction Regiment
  - 7th Naval Construction Regiment 
    - Naval Mobility Construction Battalion 14 (Naval Reserve)
    - Naval Mobility Construction Battalion 27 (Naval Reserve)

  - Construction Battalion Maintenance Unit 202
  - Naval Mobility Construction Battalion 1
  - Naval Mobility Construction Battalion 11
  - Naval Mobility Construction Battalion 133
  - Underwater Construction Team 1

### Navy Expeditionary Logistics Support Group - NAVELSG - Base Williamsburg, Virginia
Provvede a fornire le capacità logistiche per le forze di spedizione della marina, conduce operazioni di trattamento di carico aereo e navale, distribuzione di carburante, servizi postali, ispezioni doganali e comunicazioni. L'organico è per il 90% composto da personale della riserva.
- 1st Navy Expeditionary Logistics Regiment - Base Williamsburg, Virginia
  - 1st Navy Cargo Handling Battalion (NCHB-1)
- 2nd Navy Expeditionary Logistics Regiment - Base New Jersey
  - 8th Navy Cargo Handling Battalion (NCHB-8)
  - 10th Navy Cargo Handling Battalion (NCHB-10) - Base Yorktown, Virginia
- 4th Navy Expeditionary Logistics Regiment - Base Jacksonville, Florida
  - 11th Navy Cargo Handling Battalion (NCHB-11)
  - 13th Navy Cargo Handling Battalion (NCHB-13) - Base Gulfport, Mississippi
- 5th Navy Expeditionary Logistics Regiment - Base Port Hueneme California
  - 5th Navy Cargo Handling Battalion (NCHB-5) - Base Kitsap, Washington
  - 14th Navy Cargo Handling Battalion (NCHB-14)

### Naval Expeditionary Intelligence Command - NEIC - Base Virginia Beach, Virginia
Provvede in fase tattica alla protezione ed alla fornitura di informazioni sensibili alle forze navali, consentendo ai vari comandi di condurre missioni attraverso un ampio spettro di operazioni di spedizione.